# Linden
Linden ou Mackenzie é uma cidade da Guiana e capital da região de Upper Demerara-Berbice. Está localizada às margens do rio Demerara a cerca de 107 km de  Georgetown. A área da cidade é de aproximadamente 142 km². É a segunda cidade mais populosa do país, com cerca de 60 mil habitantes.